# Willem Hiddingh jr.
Willem Hiddingh jr. (de Wijk, 29 januari 1730 -  Hoogeveen, 14 maart 1788) was een Nederlandse schulte.

## Leven en werk
Hiddingh was een zoon van Willem Hiddingh en Elisabeth Hemsingh. Hiddingh studeerde rechten aan de universiteit van Groningen. Na zijn studie werd hij advocaat bij de Etstoel van Drenthe en ontvanger van de collaterale successie (de 30e en 40e penning). Na het overlijden van zijn vader in 1769 werd hij de door Eigenerfden en Ridderschap van Drenthe aangesteld als diens opvolger in de functie van schulte van de Wijk, Koekange, Pesse, Echten en Ansen. Hiddingh ging in Hoogeveen wonen, waar hij in 1772 het herenhuis Vriesenrust (ook Vredenrust genoemd) kocht. Hij overleed aldaar in maart 1788 op 58-jarige leeftijd. Zijn weduwe bleef vooralsnog tot 1794 in Vriesenrust wonen, maar moest in dat jaar de woning verkopen waarschijnlijk vanwege de achtergelaten schulden van haar overleden echtgenoot, als belastingontvanger aan de Landschap Drenthe.
Hiddingh trouwde op 18 februari 1771 te Assen met Barbara Elisabeth Kymmell, dochter van Hieronymus Wolter Kymmell en Lucia Helena de Coninck. Zij was een broer van de schulte van Havelte Wolter Kymmell.